# USS Missouri (BB-63)
USS Missouri (BB-63) je ameriška bojna ladja razreda Iowa, iz obdobja druge svetovne vojne.

## Zgodovina
Po splovitvi 29. januarja 1944 je sodelovala v pomorskih operacijah na Tihem oceanu. Znana pa je predvsem po tem, da je bila na njenem krovu 2. septembra 1945 podpisana japonska kapitulacija, ki je uradno končala drugo svetovno vojno.

### Muzejska ladja (1998 do danes)
Bojna ladja Missouri je danes muzejska ladja, na privezu v Pearl Harborju na Havajih.